# Матч за звание чемпионки мира по шахматам 2013
Матч за звание чемпионки мира по шахматам между чемпионкой мира Анной Ушениной и претенденткой Хоу Ифань проходил с 10 по 28 сентября 2013 года в Тайчжоу.

## Регламент
- 10 партий
  - Контроль: 90 минут на 40 ходов и 30 минут до конца партии с добавлением 30 секунд за каждый ход, начиная с первого.
- Тай-брейк
  - 4 партии
    - Контроль: 25 минут + 10 секунд на ход.

  - 2 партии
    - Контроль: 5 минут + 3 секунды на ход.
    - при ничьей – ещё две партии; если пять мини-матчей в блиц не выявят победительницу, то будет проведена решающая партия, в которой белые получают 5 минут, черные – 4, 3-секундная добавка начинается с 61-го хода, ничья в пользу черных.
- Призовой фонд: 200 тысяч евро, 60% из которых получит победительница. В случае, если судьба матча решится на тай-брейке, доля выигравшей составит 55%.

## Таблица матча
| №   | Участники    | Рейтинг | 1   | 2   | 3   | 4   | 5   | 6   | 7   |  | + | − | = | Очки |
| --- | ------------ | ------- | --- | --- | --- | --- | --- | --- | --- |  | - | - | - | ---- |
| 1   | Анна Ушенина | 2500    | 0   | ½   | 0   | ½   | ½   | 0   | 0   |  | 0 | 4 | 3 | 1½   |
| 2   | Хоу Ифань    | 2609    | 1   | ½   | 1   | ½   | ½   | 1   | 1   |  | 4 | 0 | 3 | 5½   |
| ECO | ECO          | ECO     | E32 | B33 | E32 | B90 | B90 | E17 | B90 |  |   |   |   |      |